# Jorge Nóbrega
Jorge Luiz de Barros Nóbrega (Rio de Janeiro, 3 de maio de 1954) é um executivo brasileiro. 
Nóbrega é conselheiro e foi, até janeiro de 2022, presidente executivo do Grupo Globo, o maior conglomerado de mídia da América latina e o 14º maior do mundo.

## Biografia
Nóbrega se formou em Administração pela Fundação Getúlio Vargas, possui mestrado em Engenharia Industrial pela PUC-Rio, além de ser pós-graduado em Literatura pela mesma instituição.

## Carreira
Nóbrega iniciou sua carreira como trainee na área de finanças na General Electric, atuou como consultor internacional do Banco Mundial e também no Banco Interamericano de Desenvolvimento. Antes de abrir sua empresa de consultoria em 1995, foi executivo da Xerox e da Mesbla.

### Grupo Globo
Nóbrega chegou ao Grupo Globo em 1997, quando começou a trabalhar no processo de governança corporativa respondendo diretamente aos acionistas e apoiando na relação família-empresa.
No ano seguinte, tornou-se Diretor de Coordenação Estratégica do Grupo Globo e criou o projeto que deu origem ao planejamento financeiro integrado do Grupo.
Em 2002, coordenou o processo de reestruturação financeira. Cinco anos depois, organizou e ocupou a Direção Geral Corporativa e, no ano de 2012, tornou-se Vice-Presidente Executivo.
Em dezembro de 2017, foi nomeado Presidente Executivo do Grupo Globo, sucedendo Roberto Irineu Marinho. A indicação de Nóbrega para o cargo foi feita por Roberto Irineu e aprovada pelo conselho. Como presidente executivo, ele foi responsável, até o fim de janeiro de 2022, por todas as empresas do Grupo Globo, por suas participações e pelos novos projetos, respondendo diretamente ao Conselho de Administração por seus resultados e acumulando também, a função de Presidente da Globo. Foi o primeiro presidente do grupo a não fazer parte da família Marinho. 
Em fevereiro de 2022, a presidência do Grupo Globo foi assumida por João Roberto Marinho, enquanto a presidência da Globo, empresa que em 2020 fundiu a TV Globo, Globosat, Globo.com e Gestão Corporativa, está a cargo de Paulo Marinho, que é neto de Roberto Marinho. 
Jorge Nóbrega agora ocupa apenas a função de conselheiro do Grupo Globo, onde é responsável pelo Comitê de Compliance, Proteção de Dados Pessoais, Auditoria e Riscos.

### Produção literária
Nóbrega é autor da coleção de livros infantis “Pedro Fugiu de Casa”, lançado pela Edições de Janeiro. Em 2016, a coleção ganhou o prêmio literário da Biblioteca Nacional na categoria design gráfico.